# 杂志

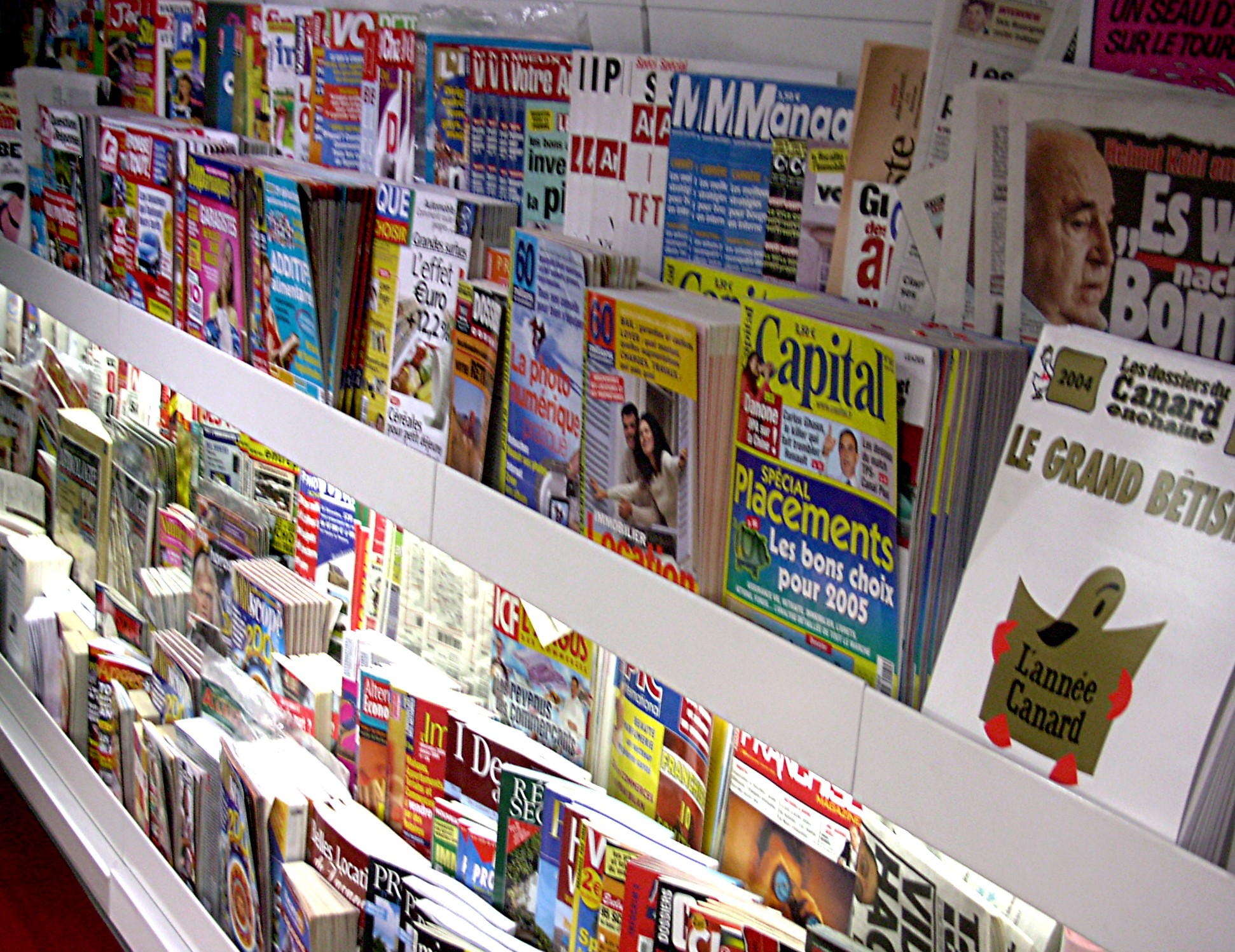
書店中各式各樣的雜誌

雜誌是一種定期發行的连续出版物，介于书籍和报纸之间，其中包含各種文章內容。大多數雜誌的收入來源都是廣告和讀者的購買。此外，期刊杂志具有一个固定名称，并且用卷、期或者年、月顺序编号出版。

## 出版
通常雜誌的出刊週期大都分為：週刊、旬刊、雙週刊、半月刊、月刊、雙月刊、季刊、半年刊、年刊。大多數的雜誌會在封面上標示出版的日期，並且採用彩色印刷，封面通常為軟皮封面。

## 出版号
每一份杂志以自己的“国际标准连续出版物号”进行出版。

## 历史
杂志形成于罢工、罢课或战争中的宣传小册子。这种类似于报纸注重时效的手册，兼顾了更加详尽的评论。所以一种新的媒体随着这样特殊的原因就产生了。其中最早出版的一本杂志是于1665年1月在阿姆斯特丹由法國人薩羅（Denys de Sallo）出版的《学者杂志》（Le Journal des Savants）。
1950年代，廣告開始從雜誌轉移至電視，造成當時美國著名雜誌Saturday Evening Post於1969年離開產業。
2007年因金融風暴，人們將雜誌視為一種奢侈品，銷售量下滑，同時廣告贊助商也因不景氣的影響減少廣告預算、減少廣告的頁面，這波低潮一直到2012年才開始好轉。
2014年電子雜誌開始興起，使傳統雜誌面臨新的挑戰。

## 種類
- 一般誌
- 學術雜誌
- 官公廳誌
- 團體・協會誌
- 同人誌
- 企業誌

## 一般誌的分類
- 綜合誌
  - 綜合雜誌
  - 週刊誌
    - 實話誌（日语：実話誌）

  - 寫真週刊誌
  - 女性週刊誌
- 專門雜誌
  - 文藝雜誌
    - 小說誌

  - 經濟誌（商業誌）
  - 科學雜誌
    - 天文雜誌
    - 醫療雜誌

  - 電腦雜誌
  - 建築雜誌
- 趣味・娛樂
  - 時尚雜誌
  - 漫畫雜誌
  - 運動雜誌
  - 模型雜誌
  - 電玩雜誌
  - 動畫雜誌
  - 汽車雜誌
  - 照相機雜誌
  - 鐵道雜誌
  - 音樂雜誌
- 情報誌
  - 電視情報誌
  - FM情報誌
  - 求人情報誌
  - 都市情報誌
  - 電影情報誌
  - 音樂情報誌
- 兒童誌
  - 少年雜誌
    - 學年誌